# لياندرو أفيلا
لياندرو أفيلا (بالبرتغالية: Leandro Coronas Ávila‏) (6 أبريل 1971 في البرازيل - ) هو مدرب كرة قدم ولاعب كرة قدم برازيلي في مركز الوسط. شارك مع منتخب البرازيل لكرة القدم. أما مع النوادي، فقد لعب مع بوتافوغو ريغاتاس ونادي الهلال ونادي إنترناسيونال ونادي بالميراس ونادي فاسكو دا غاما ونادي فلامنغو ونادي فلومينينسي وماريليا أتلتيكو ‏ وسيرانو فوتبول ‏.

## وصلات خارجية
- لياندرو أفيلا على موقع قاعدة بيانات كرة القدم.إي يو (الإنجليزية)
- لياندرو أفيلا على موقع ناشيونال فوتبول تيمز (الإنجليزية)